# Anerkannte Religionsgemeinschaften in Österreich
Die Vielzahl der Religionsgemeinschaften in Österreich wird rechtlich – als Rechtsperson bzw. Rechtspersönlichkeit – in drei Kategorien unterteilt, mit denen jeweils unterschiedliche Rechte und Pflichten verbunden sind. Es handelt sich um folgende Kategorien (gereiht gemäß abnehmendem rechtlichem Status):
1. gesetzlich anerkannte Kirchen und Religionsgesellschaften[1]
2. eingetragene religiöse Bekenntnisgemeinschaften[2]
3. religiöse Vereine[3]

Die Anerkennung trifft keinerlei Aussagen über die „Legitimität“ oder gar „Zulässigkeit“ einer Glaubensrichtung.
Aus Sicht des österreichischen Staates gelten jene Personen als „ohne Bekenntnis“, die keiner staatlich anerkannten oder eingetragenen Religionsgemeinschaft angehören:

„Personen, die weder einer gesetzlich anerkannten Kirche oder Religionsgesellschaft noch einer staatlich eingetragenen religiösen Bekenntnisgemeinschaft angehören, gelten als Personen ohne Bekenntnis (o.B.).“

Das heißt, dass man dem österreichischen Staat gegenüber rein rechtlich sogar dann als „ohne Bekenntnis“ gilt, wenn man Mitglied einer Religionsgemeinschaft ist, die sich (nur) in Form eines Vereins konstituiert hat.
In Österreich herrscht dennoch volle private wie öffentliche Religionsfreiheit (Freiheit des Glaubens), Bekenntnisfreiheit (die Freiheit, den Glauben öffentlich zu machen oder nicht), weitreichender Schutz vor religiös motivierter Diskriminierung und auch strenge Trennung von Kirche und Staat. Die Anerkennung regelt öffentlich-rechtliche Vor- und Schutzrechte und Finanzvorteile, die Eintragung stellt eine Vorstufe dar, inwiefern die staatlichen Bedingungen für die Erteilung dieser Rechte erfüllt sind. Vereine müssen Gesetzeskonformität erfüllen und dürfen nicht gewinnorientiert sein.

## Anerkannte religiöse Gemeinschaften

### Gesetzlich anerkannte Kirchen und Religionsgesellschaften
Die gesetzliche Anerkennung geht auf das Staatsgrundgesetz vom 21. Dezember 1867 zurück, das jeder anerkannten Kirche oder Religionsgemeinschaft bestimmte Grundrechte einräumt. Wie die Anerkennung erreicht werden kann, wurde allerdings erst 1874 im Anerkennungsgesetz festgelegt. Die erste Anerkennung nach diesem Gesetz erfolgte für die altkatholische Kirche.
Voraussetzung für eine staatliche Anerkennung einer religiösen Gemeinschaft ist (schon seit 1874)

„daß ihre Religionslehre, ihr Gottesdienst, ihre Verfassung, sowie die gewählte Benennung nichts Gesetzwidriges oder sittlich Anstößiges enthält“

Außerdem fordert das Bekenntnisgemeinschafts-Gesetz von 1998: „Es muss eine positive Grundeinstellung gegenüber Gesellschaft und Staat bestehen.“ (§ 11 Z.3)
Das Bekenntnisgemeinschafts-Gesetz schreibt für eine zukünftige Anerkennung als Kirche oder Religionsgesellschaft auch vor, dass die betreffende eine Mitgliederzahl von 2 ‰ der österreichischen Bevölkerung aufweist (§ 11. Z. 1 lit d; nach der letzten Volkszählung, bei etwa 8,5 Millionen 2011 ungefähr 17.000 Mitglieder). Einen solchen Mitgliederstand haben aber nur ungefähr die Hälfte der schon vorher anerkannten Kirchen, die anderen liegen großenteils weit darunter. Das Anerkennungsgesetz fordert hingegen dann nurmehr den „Bestand wenigstens einer […] eingerichteten Kultusgemeinde“ (§. 1 Z. 2).
Eine weitere Voraussetzung ist (Bekenntnisgemeinschafts-Gesetz § 11. Z. 1 lit a–c):
- Bestandszeit in Österreich von 20 Jahren allgemein und 10 Jahren in organisierter Form, davon mindestens 5 Jahre als religiöse Bekenntnisgemeinschaft, oder
- zumindest 100-jährigen Bestand der Konfession allgemein und 10 Jahre Tätigkeit in Österreich in organisierter Form anstatt der Rechtsform als religiöse Bekenntnisgemeinschaft, oder
- allgemeiner Bestand von zumindest 200 Jahren anstatt der 10-jährigen Tätigkeit in Österreich

#### Vorrechte der anerkannten Religionsgemeinschaften
Mit der Anerkennung sind einige besondere Rechte verbunden:
- Ausschließlichkeitsrecht (Namensschutz, Anspruch auf exklusive religiöse Betreuung der eigenen Mitglieder)
- Selbständige Ordnung und Verwaltung der inneren Angelegenheiten
- Schutz der Anstalten, Stiftungen und Fonds gegenüber Säkularisation
- Recht auf Errichtung konfessioneller Privatschulen
- Erteilung des Religionsunterrichts an öffentlichen Schulen
- Religiöser Beistand in Krankenhäusern

Alle diese Religionsgemeinschaften genießen einen erhöhten Schutz, wobei die Herabwürdigung religiöser Lehren oder Störung in der Religionsausübung als strafbar gilt (§ 188 StGB). Auch die Kirchen oder dem Gottesdienst gewidmete Räumlichkeiten oder Dinge stehen bei Beschädigung unter einem erhöhten strafrechtlichen Schutz.

#### Liste der anerkannten Kirchen und Religionsgesellschaften
Die folgende Liste umfasst die 16 gesetzlich anerkannten Kirchen und Religionsgesellschaften. Dabei werden teils Kirchen und Religionsgesellschaften zu Körperschaften zusammengefasst, teils umgekehrt. Die Stellung der katholischen Kirche ist im Konkordat geregelt, das 1931 aus verhandelt wurde, am 5. Juni 1933 unterzeichnet wurde und mit 1. Mai 1934 in Kraft trat. Einige eher größere Religionsgemeinschaften wurden mit einem eigenen Gesetz anerkannt (Protestantengesetz, Orthodoxengesetz, Israelitengesetz, Islamgesetz), andere per Verordnung.
Die Erfassung der Konfessionszugehörigkeit war Teil der Volkszählung von 2001.
- Katholische Kirche in Österreich: (5.918.629)[L 1]
  - Römisch-katholischer Ritus (5.917.274)[L 1]
  - Griechisch-katholischer Ritus (anerkannt seit 1782, 1.089) (A1)[L 2]
  - Armenisch-Katholische Kirche in Österreich (anerkannt seit 1810, 266)[L 3]
- Evangelische Kirche A. u. H. B. in Österreich (anerkannt seit 1781, 376.150) (A2)
  - Evangelische Kirche Augsburger Bekenntnisses (ev.A.B., Lutheraner, 354.559)[L 4]
  - Evangelische Kirche Helvetischen Bekenntnisses (ev.H.B., Reformierte, 19.463)[L 5]
- Altkatholische Kirche Österreichs (anerkannt seit 1874, 14.621)[L 6]
- Orientalisch-orthodoxe Kirchen[7]
  - Armenisch-Apostolische Kirche in Österreich (anerkannt seit 1972, 1.824)[L 7]
  - Koptisch-orthodoxe Kirche in Österreich (anerkannt seit 2003, 1.623)[L 8]
  - Syrisch-Orthodoxe Kirche in Österreich (1.589)[L 9]
- Griechisch-orientalische Kirche in Österreich (anerkannt seit 1782, 174.385) (A3)[L 10][8]
  - Griechisch-orientalische Kirchengemeinde zur Hl. Dreifaltigkeit (A4)[L 11]
  - Griechisch-orientalische Kirchengemeinde zum Hl. Georg (A4)[L 11]
  - Serbisch-orthodoxe Kirchengemeinde zum Hl. Sava (74.198)[L 12]
  - Rumänisch-griechisch-orientalische Kirchengemeinde zur Hl. Auferstehung (2.819)[L 13]
  - Russisch-orthodoxe Kirchengemeinde zum Hl. Nikolaus (3.340)[L 14]
  - Bulgarisch-orthodoxe Kirchengemeinde zum Hl. Iwan Rilski (1.135)[L 15]
- Evangelisch-methodistische Kirche in Österreich (anerkannt 1951 als Methodistenkirche in Österreich, 1.236)[L 16]
- Kirche Jesu Christi der Heiligen der Letzten Tage (Mormonen) in Österreich (seit 1955, (A6) 2.236)[L 17]
- Neuapostolische Kirche Österreich (anerkannt seit 1975, 4.217)[L 18]
- Israelitische Religionsgesellschaft in Österreich (anerkannt seit 1890,[9] 8.140)[L 19]
- Islamische Glaubensgemeinschaft in Österreich (IGGiÖ, seit 1912, (A7) (A8) 2001: 338.988 (A8))[L 20]
- Alevitische Glaubensgemeinschaft in Österreich (IAGÖ/ALEVI, anerkannt seit 2013,[L 21] ca. 60.000 (A8)[10])
- Österreichische Buddhistische Religionsgesellschaft (ÖBR, anerkannt seit 1983, 10.402)[L 22]
- Zeugen Jehovas in Österreich (anerkannt seit 2009, 23.206)[L 23]
- Freikirchen in Österreich (anerkannt seit August 2013, (A9)[L 24] ca. 20.000)

Die Anerkennung der Herrnhuter Brüdergemeine, die 1880 (als Evangelische Brüderkirche/Herrnhuter-Brüderkirche) ausgesprochen worden war, wurde 2012 aufgehoben (BGBl. II Nr. 31/2012).

### Staatlich eingetragene religiöse Bekenntnisgemeinschaften

#### Bundesgesetz über die Rechtspersönlichkeit von religiösen Bekenntnisgemeinschaften
Dieses – im Jahr 1997 beschlossene – Gesetz trat am 10. Jänner 1998 in Kraft. Damit wurde neben den staatlich anerkannten Religionsgemeinschaften die Kategorie der staatlich eingetragenen (nicht „anerkannten“!) religiösen Bekenntnisgemeinschaften eingeführt. Diese besitzen zwar eine eigene Rechtspersönlichkeit (§ 2), jedoch nicht die Privilegien anerkannter Religionsgemeinschaften. Die Bekenntnisgemeinschaften werden nicht per Gesetz verfasst, sondern per Feststellungsbescheid des Kultusamts (seit 2014 im Bundeskanzleramt; davor zum Unterrichtsministerium gehörig) staatlich anerkannt.
Voraussetzung ist unter anderem:
- das Glaubhaftmachen der Vertretungsbefugnis (§ 3 Z.1)
- das Vorlegen von Statuten […], aus denen sich Inhalt und Praxis des Religionsbekenntnisses ergeben (§ 3 Z.2)
- der Nachweis zu erbringen, dass mindestens 300 Personen mit Wohnsitz in Österreich der Bekenntnisgemeinschaft angehören (§ 3 Z.3)

Grundvoraussetzung ist weiters, dass keine „gesetzwidrige Störung“ des Verhältnisses zu anderen Kirchen und Religionsgemeinschaften vorliegt. Daher haben auch die religiösen Vereine Parteistellung im Verfahren (§ 3 Z.4).
 Nach einer etwa 10-jährigen Wartefrist und dem Erfüllen weiterer notwendiger Kriterien (§ 11) kann einer eingetragenen Bekenntnisgemeinschaft vom Kultusamt (derzeit im Bundeskanzleramt angesiedelt) der Status einer anerkannten Religionsgemeinschaft zuerkannt werden. Die erste religiöse Bekenntnisgemeinschaft, die nach diesen Vorgaben von 1998 die staatliche Anerkennung als Religionsgemeinschaft erlangt haben, sind die Zeugen Jehovas.

#### Liste der eingetragenen Bekenntnisgemeinschaften
Die Jahreszahl bezieht sich auf das Jahr der Eintragung, in Klammern die Zahl derer, die bei der Volkszählung 2001 jenes Bekenntnis angaben.
- Alt-alevitische Glaubensgemeinschaft in Österreich[18] (AAGÖ, seit 2013)
- Assyrische Kirche des Ostens (seit 2024)[19]
- Bahá’í-Religionsgemeinschaft Österreich (Bahai, seit 1998, 760)[L 25]
- Die Christengemeinschaft – Bewegung für religiöse Erneuerung in Österreich (seit 1998, 1.152)[L 26]
- Frei-Aleviten Österreich (seit 2022)[20]
- Hinduistische Religionsgesellschaft in Österreich (HRÖ, seit 1998, 3.629)[L 27]
- Islamische-Schiitische Glaubensgemeinschaft in Österreich (Schia, seit 2013)[L 28]
- Kirche der Siebenten-Tags-Adventisten in Österreich (Kirche der STA, seit 1998, 4.220)[L 29]
- Pfingstkirche Gemeinde Gottes in Österreich (Pfk Gem.Gottes iÖ, seit 2001)[L 30]
- Sikh Glaubensgemeinschaft in Österreich (SGÖ, seit 23. Dezember 2020)
- Vereinigungskirche in Österreich (Vereinigungskirche, seit 15. Juni 2015, 297)[L 31]
- Vereinigte Pfingstkirche Österreichs (VPKÖ) (seit 1998)[L 32]

#### Beantragt durch eine Gruppe von Atheisten
Am 30. Dezember 2019 hat die Atheistische Religionsgesellschaft in Österreich (ARG) beim Kultusamt einen Antrag auf Eintragung als religiöse Bekenntnisgemeinschaft gestellt. Die laut Bekenntnisgemeinschaftengesetz geforderte Zahl von 300 Mitgliedern mit Wohnsitz in Österreich erreichte die ARG 2015. Ende 2019 lagen auch eidesstattliche Erklärungen vor, in denen die Mitglieder bestätigen, nicht auch Mitglied einer anderen Religions- oder Bekenntnisgemeinschaft zu sein. Aktuell hat ARG 321 Mitglieder. Laut Präsidiumsmitglied Wilfried Apfalter findet sich in Österreichs Gesetzen keine genaue Definition von Religion. Eine EU-Richtlinie des Europäischen Parlaments und des Europäischen Rates von 2011 liefert jedoch einen umfassenderen Religionsbegriff, der neben theistischen auch nichttheistische und atheistische Glaubensüberzeugungen explizit einschließt.

### Religiöse Vereine
Glaubensgemeinschaften, die weder die gesetzlichen Bedingungen von anerkannten Religionsgemeinschaften noch die von eingetragenen Bekenntnisgemeinschaften erfüllen, haben jetzt die Möglichkeit, sich als Vereine im Sinne des Vereinsrechts zu konstituieren. Sogar diese eigentlich einfache Möglichkeit blieb den nicht anerkannten Religionsgemeinschaften lange Zeit verwehrt.
Das im Jahr 1867 erlassene Vereinsgesetz war laut § 3a nicht auf „Religionsgesellschaften“ anwendbar, d. h. solche durften sich nicht als Verein konstituieren. Diese Bestimmung wurde seit dem Friedensvertrag von St. Germain 1919 lockerer gehandhabt, so dass Religionsgemeinschaften einen sogenannten „Hilfsverein“ gründen konnten – die Baptisten z. B. gründeten einen solchen 1921. Dieser Hilfsverein war dann nicht für die religiöse Aktivität zuständig, sondern bloß für wirtschaftliche und rechtliche Aktionen (z. B. Kauf einer Immobilie).
Auch das Vereinsgesetz von 1951 wurde – jedenfalls gemäß gängiger österreichischen Verwaltungspraxis – so ausgelegt, dass es nicht auf Religionsgemeinschaften anwendbar sei. Erst das Vereinsgesetz von 2002 erlaubt Religionsgemeinschaften die Konstituierung als Verein.

## Durchsetzbarkeit der staatlichen Anerkennung

### Die historische Entwicklung
Im 19. Jahrhundert galten in Österreich neben der Katholischen Kirche die durch das Josephinische Toleranzpatent von 1781 tolerierten Evangelischen Kirchen, die Griechisch-Orthodoxe Kirche sowie die Israelitische Religionsgesellschaft als anerkannt. Anlässlich der Bildung der Altkatholischen Kirche wurde im Anerkennungsgesetz 1874 gesetzlich festgelegt, wie eine nicht anerkannte Religionsgemeinschaft den Status einer anerkannten Religionsgemeinschaft erwerben konnte.
Das Anerkennungsgesetz wurde vom für die Anerkennung zuständigen Kultusamt (damals beim BMUK) ebenso wie vom Verwaltungsgerichtshof so ausgelegt, dass kein Anspruch auf Anerkennung bestand. Viele Anträge auf Anerkennung wurden von den Behörden verschleppt, so wie der 1906 von den Baptisten eingebrachte Antrag: Er wurde erst 3 Jahre später abgelehnt.
Die Behörden waren aber nicht verpflichtet, überhaupt irgendeine Antwort zu geben. Die Religionsgemeinschaften hatten bei dieser Rechtslage keine Möglichkeit, eine staatliche Anerkennung durchzusetzen.
Einzelne Religionsgemeinschaften wurden durch spezielle Gesetze anerkannt. Einigen Anträgen auf Anerkennung wurde stattgegeben, indem die Kultusbehörde per Verordnung die Anerkennung der entsprechenden Religionsgemeinschaft aussprach.

### Verfassungsgerichtshof forderte Durchsetzbarkeit
1988 stellte der Verfassungsgerichtshof jedoch fest, dass gegen die Unterscheidung von anerkannten und nicht anerkannten Religionen nur dann keine verfassungsrechtlichen Bedenken bestünden, „wenn diese Unterscheidung sachlich begründbar ist und wenn ferner die Anerkennung nach sachlichen Gesichtspunkten erfolgt und … auch durchsetzbar ist.“ 1992 konkretisierte der Verfassungsgerichtshof seine Rechtsauffassung: „Der zuständige Bundesminister hat, wenn er das Vorliegen der Anerkennungsvoraussetzungen verneint, über den Antrag bescheidgemäß negativ abzusprechen“; käme er jedoch zum Ergebnis, die Voraussetzungen für eine Anerkennung wären erfüllt, dann müsste eine solche auch erfolgen (VfSlg 13.134/1992). 1997 war es auf Druck des Verfassungsgerichtshofes so weit, dass sich auch der Verwaltungsgerichtshof und das Kultusamt der Rechtsmeinung anschlossen, dass ein Anspruch auf Anerkennung besteht; das heißt, dass Anträge auf Anerkennung zu prüfen sind, und dass je nach Ergebnis der Prüfung entweder eine Anerkennung auszusprechen oder ein abschlägiger Bescheid zu erlassen sei.
Bevor der Gesetzgeber auf diese Änderung der Rechtsmeinung reagieren konnte, bestand daher 1997 während weniger Monate theoretisch ein durchsetzbarer Anspruch auf Anerkennung. In der Praxis wurde jedoch der einzige in diesem Zeitraum von der Kultusbehörde behandelte Anerkennungsantrag durch einen Bescheid abgewiesen, der – wie der Verfassungsgerichtshof 1998 feststellte – den Gleichheitsgrundsatz verletzte: die Ablehnung des Antrages war willkürlich und unsachlich begründet (VfSlg 15124/1998).

### 1998 bis 2008 keine Anerkennung möglich
Mit dem 1997 beschlossenen Bekenntnisgemeinschaftengesetz wurden zusätzliche Anerkennungsvoraussetzungen festgelegt, unter anderem muss eine Religionsgemeinschaft vor der Anerkennung „mindestens 10 Jahre als religiöse Bekenntnisgemeinschaft“ bestehen. Da es erst seit 11. Juli 1998 die Möglichkeit gibt, als staatlich eingetragene religiöse Bekenntnisgemeinschaft zu bestehen, bestand während der darauf folgenden zehn Jahre keine Möglichkeit zur Anerkennung einer Religionsgemeinschaft. Diese Frist wurde jedoch bei der Koptisch-orthodoxen Kirche nicht eingehalten.
Diese 1998 beginnende 10-Jahres-Frist trifft laut Bekenntnisgemeinschaftengesetz auch jene Religionsgemeinschaften, die schon Jahre oder Jahrzehnte zuvor Anträge auf Anerkennung einbrachten, deren Anträge aber mit der vom Verfassungsgerichtshof gerügten Vorgehensweise vom zuständigen Kultusamt einfach ignoriert wurden oder abgelehnt worden waren, ohne dass die Ablehnung korrekt begründet wurde.

### Ab 2008
Eine der 1997 beschlossenen zusätzlichen Voraussetzungen für eine Anerkennung nach dem Anerkennungsgesetz ist: „Anzahl der Angehörigen in der Höhe von mindestens 2 von Tausend der Bevölkerung Österreichs nach der letzten Volkszählung.“
Das bedeutet, dass sich derzeit über 16.000 Personen bei der Volkszählung zu einer bestimmten Bekenntnisgemeinschaft bekennen müssten, damit diese zukünftig die Möglichkeit hat, den Status einer anerkannten Religionsgemeinschaft zu erlangen.
Damit ist selbst nach Ablauf der oben erwähnten 10-Jahres-Frist im Jahr 2008 eine Anerkennung für fast alle Anerkennungswerber unmöglich. Die geforderte Zahl von 16.000 Anhängern erscheint zahlreichen Experten insbesondere deshalb als willkürlich gewählt, da
a) sieben der zwölf Religionsgemeinschaften, die 1997 bereits anerkannt waren, deutlich weniger Mitglieder haben als 16.000 und
b) der Gesetzgeber auch noch nach 1997 eine Religionsgemeinschaft anerkannte (nämlich die Koptische Kirche, 2003), die bei der letzten Volkszählung nur 1.633 Mitglieder hatte, also nur ein Zehntel der für eine Anerkennung geforderten Mitgliederzahl. Während andere Anerkennungswerber auf die im Bekenntnisgemeinschaftengesetz vorgeschriebene 10-Jahres-Frist verwiesen wurden, ermöglichte der Gesetzgeber die Anerkennung der Koptischen Kirche durch ein 2003 eigens beschlossenes „Orientalisch-Orthodoxes Kirchengesetz“, durch das in diesem speziellen Fall die Einhaltung der von anderen Religionsgemeinschaften verlangten Anerkennungsvoraussetzungen nicht notwendig war.
Der Verfassungsgerichtshof rechtfertigt die bestehende Ungleichbehandlung von nicht anerkannten Religionen und ihren Anhängern nach wie vor damit, dass die Unterscheidung zwischen anerkannten und nicht anerkannten Religionsgemeinschaften in Österreich „sachlich begründbar ist“ und dass „ferner die Anerkennung nach sachlichen Gesichtspunkten erfolgt und … auch durchsetzbar ist.“ Die Position des Gesetzgebers bezüglich der Anerkennung kleiner Glaubensgemeinschaften war, dass das Anerkennungsgesetz nur regelt, unter welchen Bedingungen der zuständige Minister die Anerkennung auf jeden Fall auszusprechen hat. Eine einzelgesetzliche Anerkennung, die die Mehrheit in der Volksvertretung gewinnt, also den gesellschaftlichen Willen ausdrückt, ist davon unbenommen und höherwertig anzusehen.
Ende Juli 2008 stellte der Europäische Gerichtshof für Menschenrechte fest, dass das österreichische Religionsrecht gegen die Europäische Menschenrechtskonvention verstößt. Unter anderem wurde bemängelt, dass die lange Wartezeit gegen das Recht auf ein faires Verfahren verstößt. Das Kultusamt zögerte jedoch die Anerkennungsverfahren weiter hinaus; erst nachdem die Zeugen Jehovas im Frühjahr 2009 neuerlich eine Säumnisbeschwerde beim Verwaltungsgerichtshof eingebracht hatten und zusätzlich den Europarat informierten, dass die Republik Österreich das Urteil des Europäischen Gerichtshofs für Menschenrechte nicht umsetzte, wurden die Zeugen Jehovas am 7. Mai 2009 als Religionsgemeinschaft anerkannt.
Derzeit kann keine der nicht anerkannten Religionen anerkannt werden, da alle Anerkennungswerber an der seit 1998 geforderten Mindestmitgliederzahl scheitern.

## Probleme der Vertretung
Die religiösen Vereinigungen in Österreich spiegeln naturgemäß auch die Gruppenbildungen weltweit. So sehen sich einige muslimische und jüdische Gruppen nicht von den staatlich anerkannten Religionsgemeinschaften vertreten.
Die stark sunnitisch geprägte, staatlich anerkannte Islamische Glaubensgemeinschaft in Österreich (IGGiÖ) sollte auch Schiiten vertreten. Erst seit 2013 gibt es eine eingetragene schiitische Bekenntnisgemeinschaft (Schia). Auch unter den Aleviten Österreichs bezeichnen sich einige als Muslime, wurden jedoch von der IGGÖ nicht vertreten. Seit Mai 2013 gibt es eine eigene alevitische anerkannte Religionsgemeinschaft (ALEVI). Doch auch von dieser fühlen sich nicht alle Aleviten vertreten, es gibt die Föderation der Aleviten-Gemeinden in Österreich (AABF; Alevitische Religionsgesellschaft in Österreich ARÖ) und die kurdisch geprägten Altaleviten (AAGÖ), die sich jeweils gar nicht als Teil des Islam sehen.
Es gibt mehrere jüdische Gemeinschaften, die sich von der staatlich anerkannten Kultusgemeinde nicht vertreten fühlen, darunter die orthodoxe Gemeinde von Rabbiner Jacob Biderman (Chabad), die um Anerkennung als eigene Religionsgemeinschaft ansuchte; ebenso die liberale Gemeinde Or Chadasch.